# Usine d'Athus

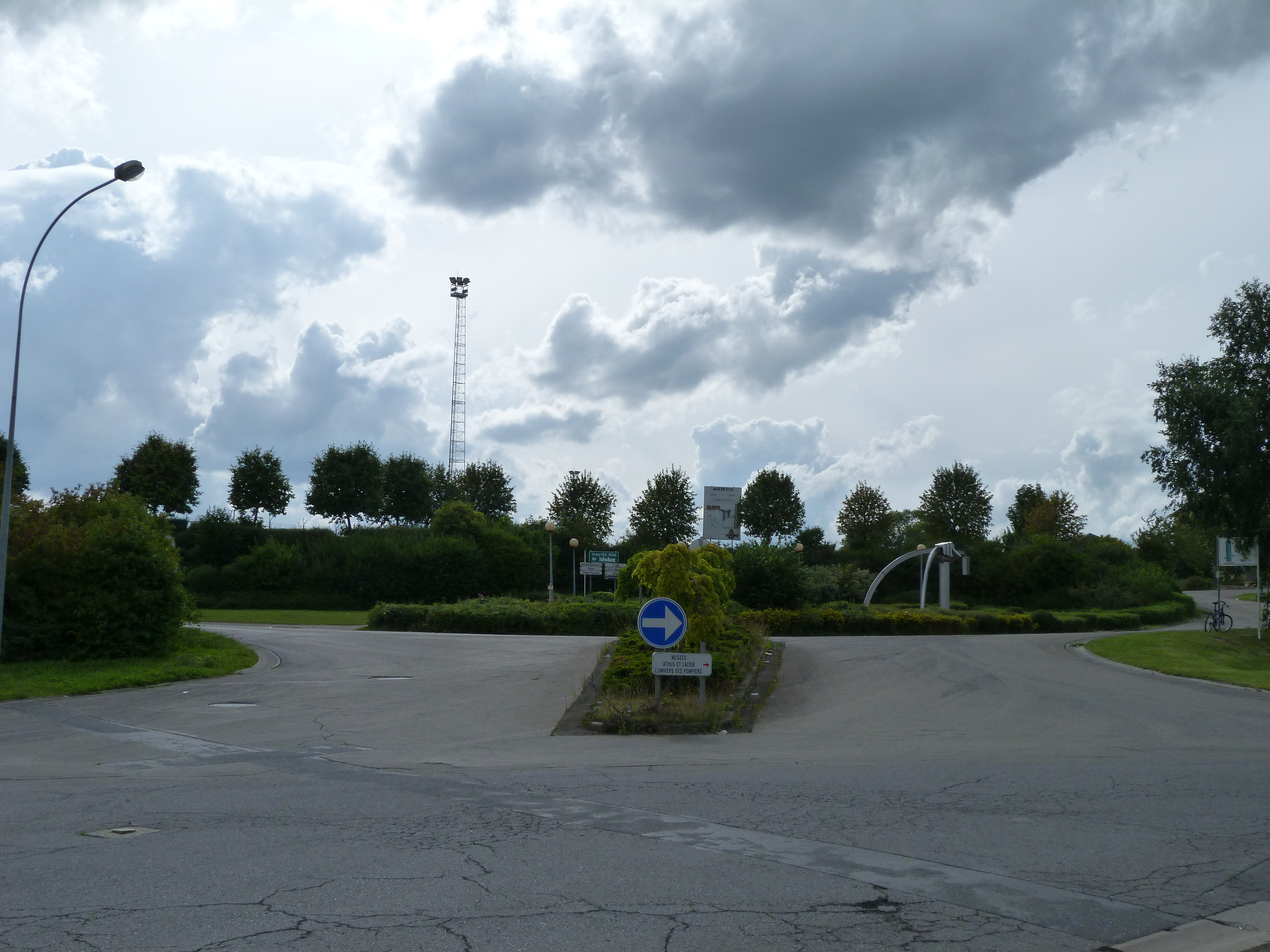
Le site de l'entrée de l'usine de nos jours, au bout de la rue Cockerill.

L'usine d'Athus était une usine sidérurgique belge située à Athus, en province de Luxembourg. 
Elle naît officiellement le 25 juillet 1872 avec la création de la Société anonyme des Hauts-fourneaux d'Athus et produit alors de l'acier sous forme de lingots qui pouvaient également être laminés. Elle fut le fleuron de l'économie dans tout le Sud de la province pendant plus d'un siècle. Mais le 5 septembre 1977, après maintes restructurations, alliances et rachats, elle doit fermer ses portes à cause de la concurrence féroce des marchés étrangers, de l'ouverture des marchés par les traités de la jeune Union européenne et de la trop faible teneur en fer de la minette lorraine (de 28 à 34 %), qui servait de matière première à l'industrie et qui était extraite dans les mines locales. 
La fermeture de l'usine entraînera une catastrophe sociale pour la cité et la région. Elle fut la première grande usine sidérurgique à fermer en Belgique, traduisant l’amorçage du déclin de l'activité métallurgique dans le bassin lorrain et dans toute l'Europe.

## Histoire

### Origines de la sidérurgie dans la région
Les premières traces d'exploitation de fourneaux dans la région remontent à 1551: Clément de Rouvroy installe une forge à Herserange, bientôt complétée par le premier fourneau d’Athus.
Le minerai de fer est extrait sur place et le charbon de bois provient des forêts avoisinantes. 
En 1664 un certain François Thomassin, prévôt d'Arrancy rachète les forges d'Herserange, de Lasauvage, d'Athus et la platinerie de Moulaine et les exploite jusqu’à la Révolution française.

### Les débuts
Le 25 juillet 1872 naît la Société Anonyme des Hauts Fourneaux d'Athus. Les fondateurs sont les barons Fernand et Hippolyte d'Huart, maîtres de forges à Longwy et à Lasauvage. L'installation comprenait deux hauts fourneaux de 3 mètres de creuset et une batterie de 50 fours à coke. Mais cette dernière peu rentable est arrêtée assez tôt.
L'usine est créée et demande l'autorisation de construire un pont sur la Messancy pour la relier à la rue de Rodange, ainsi que d'établir un petit barrage dans la rivière en aval de ce pont pour prise d'eau par un canal de la rivière à l'usine. C'est la création du confluent-écluse de la Messancy et de la Chiers, leurs eaux servant à refroidir les hauts fourneaux de l'usine.

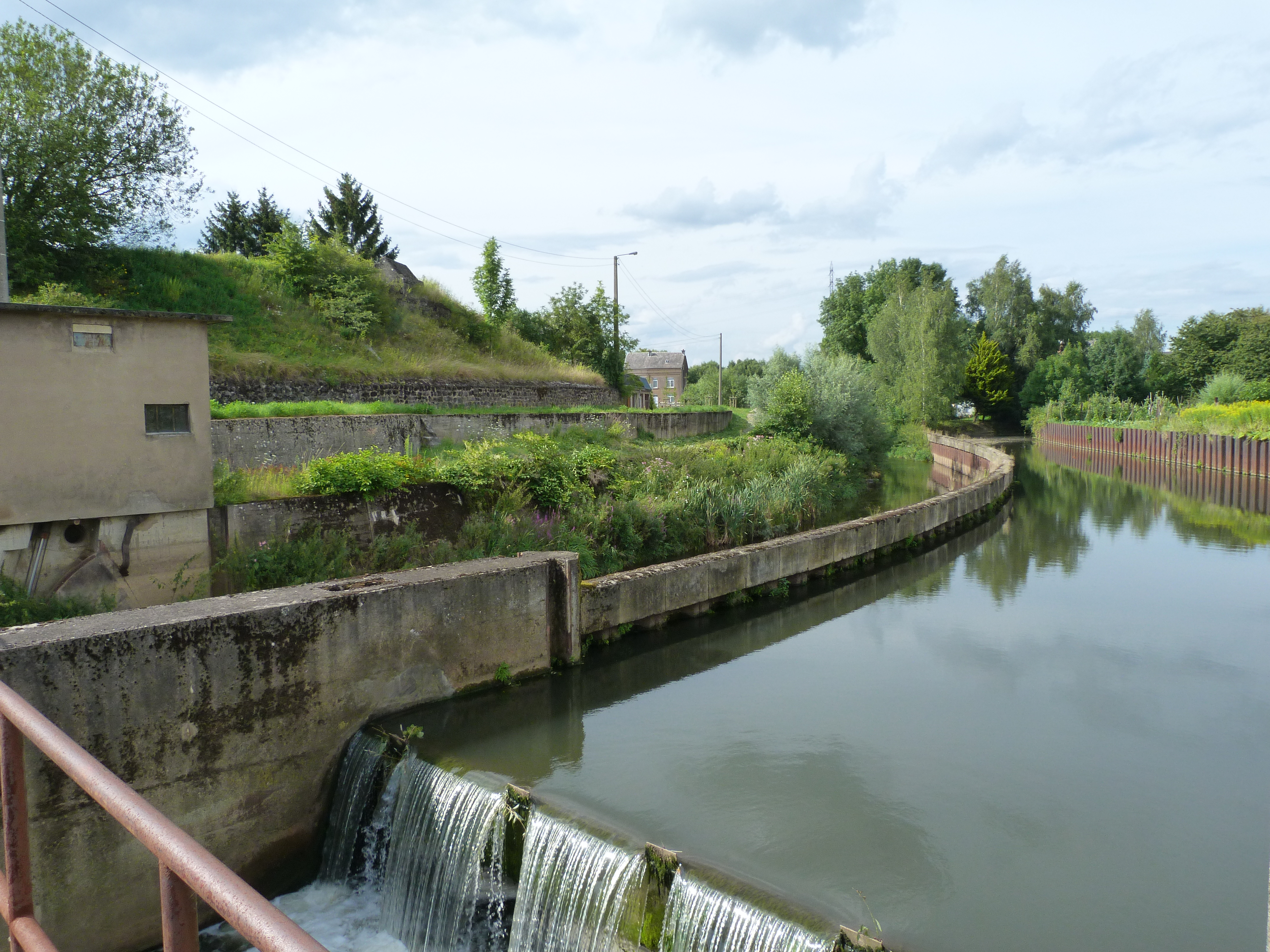
Le confluent de la Messancy et de la Chiers. Le barrage-écluse servait à capter l'eau qui allait refroidir les hauts fourneaux.

En 1880, la société prend le titre de S.A. des Hauts-Fourneaux et Aciérie d'Athus. La nouvelle aciérie Thomas est équipée de convertisseur Bessemer, ce qui rend possible la transformation de fonte phosphoreuse grâce au revêtement basique et en ajoutant à la fonte une certaine quantité de chaux. L’usine vend son acier sous forme de lingots ou barres martelées.
En 1885, l'aciérie est arrêtée. Elle était peu viable par manque de compléments: un train laminoirs, que le Conseil d'Administration ne crut pas devoir souscrire dans ces nouveaux investissements. L'usine est alors composée de deux hauts fourneaux qui produisent 240 tonnes de fonte d'affinage par jour.

### Premières fusions et guerres
En 1911 arrive la première fusion, signée avec la Société Anonyme de Grivegnée afin de complémentariser les deux sites. La nouvelle société prend le nom de S.A. d'Athus - Grivegnée.
Au début de la Première Guerre mondiale, le travail sera interrompu. Le haut fourneau de Grivegnée est démoli pendant celle-ci et on décide de le reconstruire à Athus. L'usine est ainsi dotée d'un quatrième haut fourneau de 3 mètres 50 de creuset.
En 1927, deuxième fusion : La S.A. Athus - Grivegnée fusionne avec la S.A. des Aciéries d'Angleur et des charbonnages Belges. Cette nouvelle société prend le nom de S.A. d'Angleur - Athus et en 1928 un cinquième haut fourneau est érigé ainsi qu'un cinquième convertisseur à la nouvelle aciérie en 1937, qui avait repris son travail grâce à un train à laminoir.
En 1939 se déclenche la Seconde Guerre mondiale. Les directeurs décident de garder l’usine en fonction afin que les ouvriers puissent continuer à vivre et à nourrir leurs familles. Après l'invasion de la Belgique, les Allemands s’approprient l'usine pour se fournir en acier. Athus sera libérée en 1944 mais la société Angleur-Athus est alors en faillite. C'est la firme Cockerill qui reprend l'usine athusienne à son compte.

### L'apogée
En 1945, la S.A. d'Angleur - Athus fusionne donc avec la S.A. John Cockerill. L'usine modernisée produit 358 000 tonnes d'acier et se voit dotée d'un moulin à scories et d'un complexe à production d’oxygène. 
En 1955, la S.A. John Cockerill fusionne avec Ferblatil et Ougrée-Marihaye afin de créer une nouvelle entreprise: la Société Cockerill-Ougrée dont fait à présent partie l'usine sudiste. 
Pendant les années 1950, l’usine atteint des records de production ainsi qu'en nombre d’ouvriers. Cockerill investit énormément à Athus ce qui entraîne une arrivée massive de travailleurs dans la cité, notamment un grand nombre d'origine italienne, provoquant une explosion démographique dans la région. 
En 1960, l'usine bénéficie de la licence exclusive de fabrication et de vente d’acier Tor pour la Belgique, le Luxembourg et la jeune République du Congo. Vient alors la production d’acier d’armature pour béton armé. Le train 300 est aussitôt spécialisé pour le laminage de ronds pourvus de deux rainures longitudinales complétées par des saillies obliques pour améliorer l’adhérence. Les barres sont ensuite tordues à froid. Il faut donc prolonger le train de laminoirs par des équipements de torsadage des ronds à béton. C'est l'âge d'or de l'usine et de la ville d'Athus.

### Déclin
En 1963 arrivent les premières fermetures dans la région avec la fin de l’exploitation de la mine de Musson qui alimentait l'usine en minerai. Musson possédait également sa petite usine sidérurgique, de moindre importance néanmoins, qui ferma ses portes en 1966. 
Le 30 mars 1973, l'usine d'Athus quitte Cockerill et s'allie avec la Métallurgique et Minière de Rodange pour fonder la  Métallurgique et Minière de Rodange Athus (MMRA). Cette fusion est vivement critiquée car les deux usines ne sont pas du tout complémentaires: au contraire, elles produisent parfois les mêmes produits ce qui entraine évidemment des problèmes[Lesquels ?]. L’augmentation importante du prix de revient due à la hausse du coût des matières premières va se conjuguer avec une stagnation voire une baisse du prix de vente de l’acier et plus particulièrement des produits longs.
En effet, la baisse du coût du fret maritime rend les minerais riches importés beaucoup plus attractifs que la minette lorraine. Les usines continentales ne peuvent l'amener à bas coût dans leur usines. À cette cause structurelle se greffent des évolutions technologiques : le four à arc électrique est à la fois plus économique que les hauts fourneaux et parfaitement adaptés à la production des produits longs standards, les convertisseurs à l'oxygène et les coulées continues deviennent incontournables mais génèrent une course intenable au gigantisme, etc. Beaucoup d'usines anciennes, en Europe, aux États-Unis, mais aussi au Japon, sont victimes de la guerre des prix, dans un marché mondialisé où chaque État protège comme il peut son industrie nationale.

### Fermetures et actions ouvrières

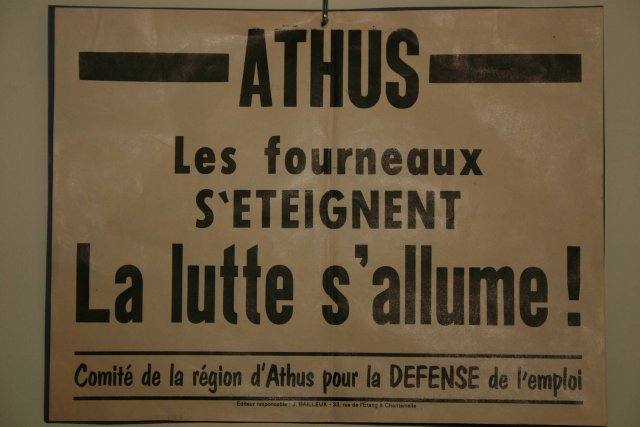
Affiche parue peu avant la fermeture en septembre 1977.

La MMRA prévoit alors un plan de restructuration supprimant 500 emplois ce qui engendre des manifestations ouvrières importantes. Le 2 novembre 1976, la direction divulgue un plan d’austérité prévoyant l’arrêt des derniers hauts-fourneaux d’Athus, du train E, le maintien de la marche à 10 postes par semaine de l’aciérie et du train blooming ainsi qu’une réduction d’activités à la centrale, soit la mise au chômage de quelque 500 travailleurs. Ces diverses mesures doivent permettre à l’entreprise d’économiser 25 millions de francs belges par mois.
Quelques jours plus tard près de 4 000 personnes manifestent alors devant l'entrée de l'usine. Un drapeau noir est hissé au sommet de l’un des hauts-fourneaux condamnés et les volets des commerces sont baissés en signe de solidarité. Les ouvriers défilent ensuite à travers les rues de la cité en état de choc pendant que les délégués tentent une ultime négociation avec la direction, mais sans succès. Les mois suivants vont connaître le même genre de manifestations, que ce soit à Luxembourg ou Bruxelles où un groupe d’ouvriers et de délégués syndicaux prennent d’assaut l’ambassade du Grand-duché du Luxembourg.
Le lundi 1er août commence l’action « Athus, ville morte ». À partir de midi, toutes les voies d’accès à la localité sont bloquées. En signe de solidarité, tous les commerces baissent leurs volets. À 14 heures, devant le portail de l’usine, se constitue un cortège de plus de 2 000 manifestants. Pendant deux heures, il sillonne les artères de la ville derrière un cercueil sur lequel on lit « ci-gît Athus ».
Malheureusement toutes les actions ouvrières resteront vaines et le lundi 5 septembre 1977, la bataille est perdue : l'usine d'Athus ferme définitivement ses portes après avoir fait la gloire et la prospérité de la ville. Le journal La Cité titrera : « Ce 5 septembre, Athus est mort ». L'usine sera démantelée totalement jusqu'à ce qu'en 1982 il ne reste quasi plus rien d'elle sur le site.
Mais la fermeture d'Athus traduira bien plus qu'une simple catastrophe sociale locale: elle sera la première des grosses usines sidérurgique et métallurgique à fermer dans la région lorraine et en Belgique, mais sera loin d'être la dernière. Elle annoncera le déclin de toute cette activité en Europe, principalement dû à la concurrence déloyale des marchés étrangers et à l'interdiction de protectionnisme national et local due aux traités européens[réf. nécessaire]. Quelques usines subsistent encore aujourd'hui en Lorraine (Florange, Differdange, etc.) mais leur avenir est, comme celui de leur ainées, bien sombre si pas déjà réglé par les grands industriels mondiaux.

## Conséquences de la fermeture
Les conséquences furent désastreuses pour des centaines de travailleurs qui durent trouver de l'emploi ailleurs, dans un secteur qui ne promettait plus d'avenir. Mais la fermeture de l'usine toucha bien sûr la ville d'Athus dans sa totalité mais aussi toute sa région proche. Le nombre de commerces qui durent fermer ses portes fut impressionnant et la cité perdit un septième de ses habitants.
Dans la foulée, en 1978 la mine d'Halanzy arrête d'être exploitée à son tour, scellant définitivement l'activité du fer en Lorraine belge.
Il y eut également des conséquences sur la qualité de vie et des services proposés dans la ville, comme l'hôpital qui ferma ses portes ou la gare qui vit son trafic diminuer lourdement et ses lignes de passagers purement et simplement supprimées sur le réseau belge.

### Conséquences démographiques
Le graphique suivant représente l'évolution du nombre d'habitants dans la cité d'Athus depuis 1879. On y voit très bien la baisse de population après 1977, due au départ de bon nombre d'ouvriers allant chercher du travail ailleurs.

## Après la sidérurgie

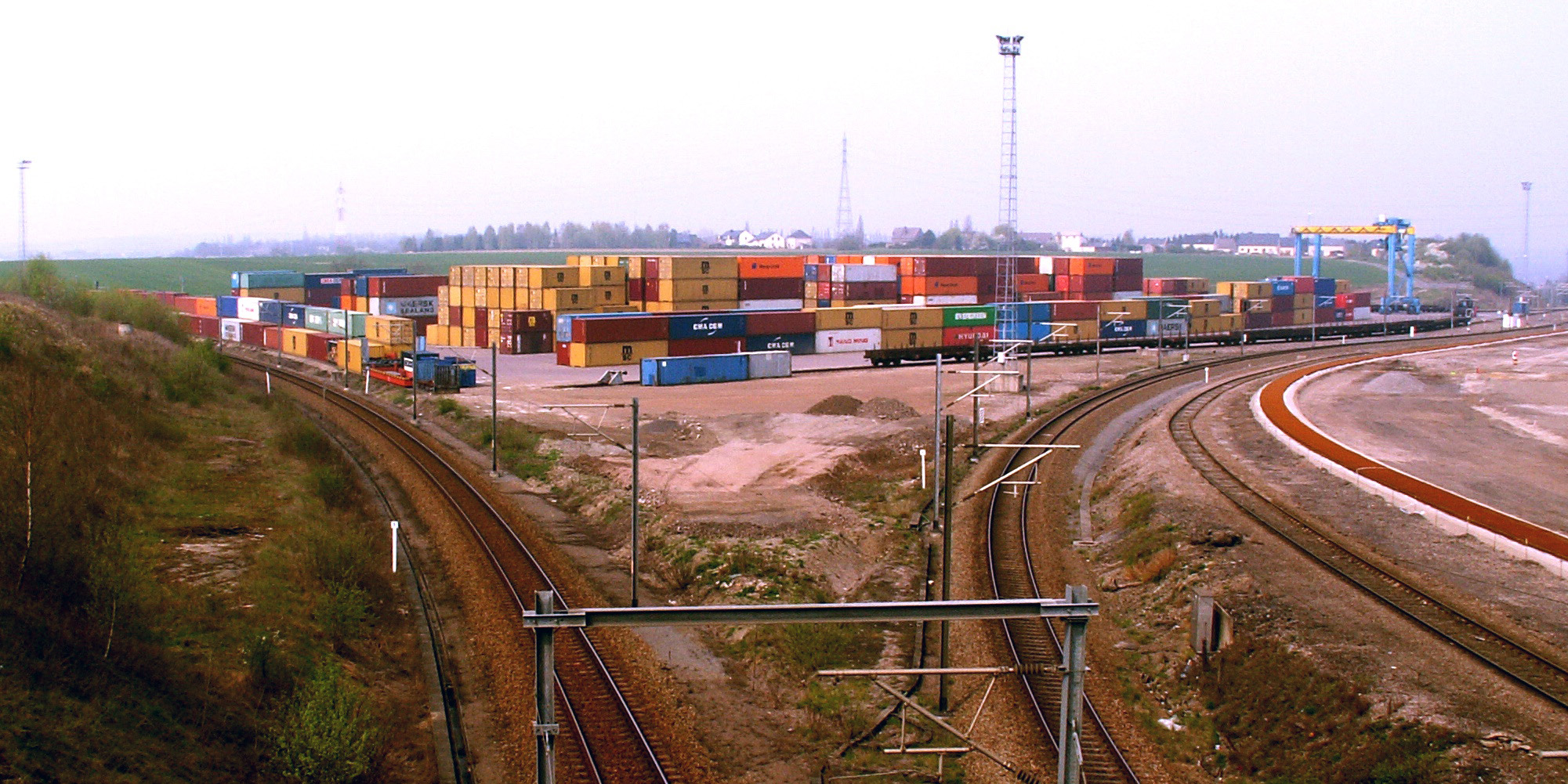
Le Terminal conteneurs actuellement.

Lors de la fermeture de l'usine en 1977 et avec le déclin de l'activité sidérurgique dans la région, Athus n'était plus que l'ombre d'elle-même, cette ville riche et florissante qu'elle était autrefois grâce à ses travailleurs de l'acier.
Pour remédier à l'après sidérurgie les politiciens locaux invitèrent plusieurs grandes entreprises à s'installer dans la région telles que Champion (à Aubange) ou Ampacet (à Messancy).
Le Pôle Européen de Développement fut également créé par l'intercommunale provinciale IDELUX en collaboration avec les deux autres pays voisins: la France et le Grand-duché de Luxembourg) afin de dynamiser la région d'un point de vue économique.

### Le Terminal Conteneurs d'Athus (TCA)
En 1979 fut créé le Terminal Conteneurs d'Athus spécialisé dans la gestion de conteneurs par rail depuis la mer du Nord (principalement les ports d'Anvers, Zeebruges et Rotterdam via la ligne « Athus-Meuse » notamment) vers l'arrière-pays européen (France, Allemagne, Luxembourg). Depuis sa création, le TCA ne cessa d'accroître son activité, reconstruisant petit à petit la renommée internationale et commerciale de la ville.

## Héritage

### Le Crassier
Voir aussi: Terril
Aujourd'hui l'un des rares vestiges qu'il reste de l'usine et de ce qui s'y rapportait est ce que les gens de la région appellent « le Crassier ». C'est en fait un terril le long de la Chiers qui servait autrefois de décharge pour les scories en fusion qui n'étaient pas utilisables. Ces déchets étaient amenés depuis l'usine (en l’occurrence celle d'Athus et également celle de Rodange) par des trains de wagons à benne basculante qui déversaient des centaines de kilos de matière en fusion. Les anciens Athusiens racontent que c'était si joli à voir la nuit, le ciel se teintant d'orange et de jaune dans une légère fumée.
On peut aujourd'hui aller se promener dans un de ces crassiers, notamment celui de l'usine de Rodange qui borde un chemin le long de la Chiers, reliant Athus à la ville de Pétange de l'autre côté de la frontière. On admirera donc ces monticules ressemblant à des falaises que le vent a taillées et où la nature a repris ses droits, rares témoins du passé sidérurgique si important dans la région et pour la cité auparavant.

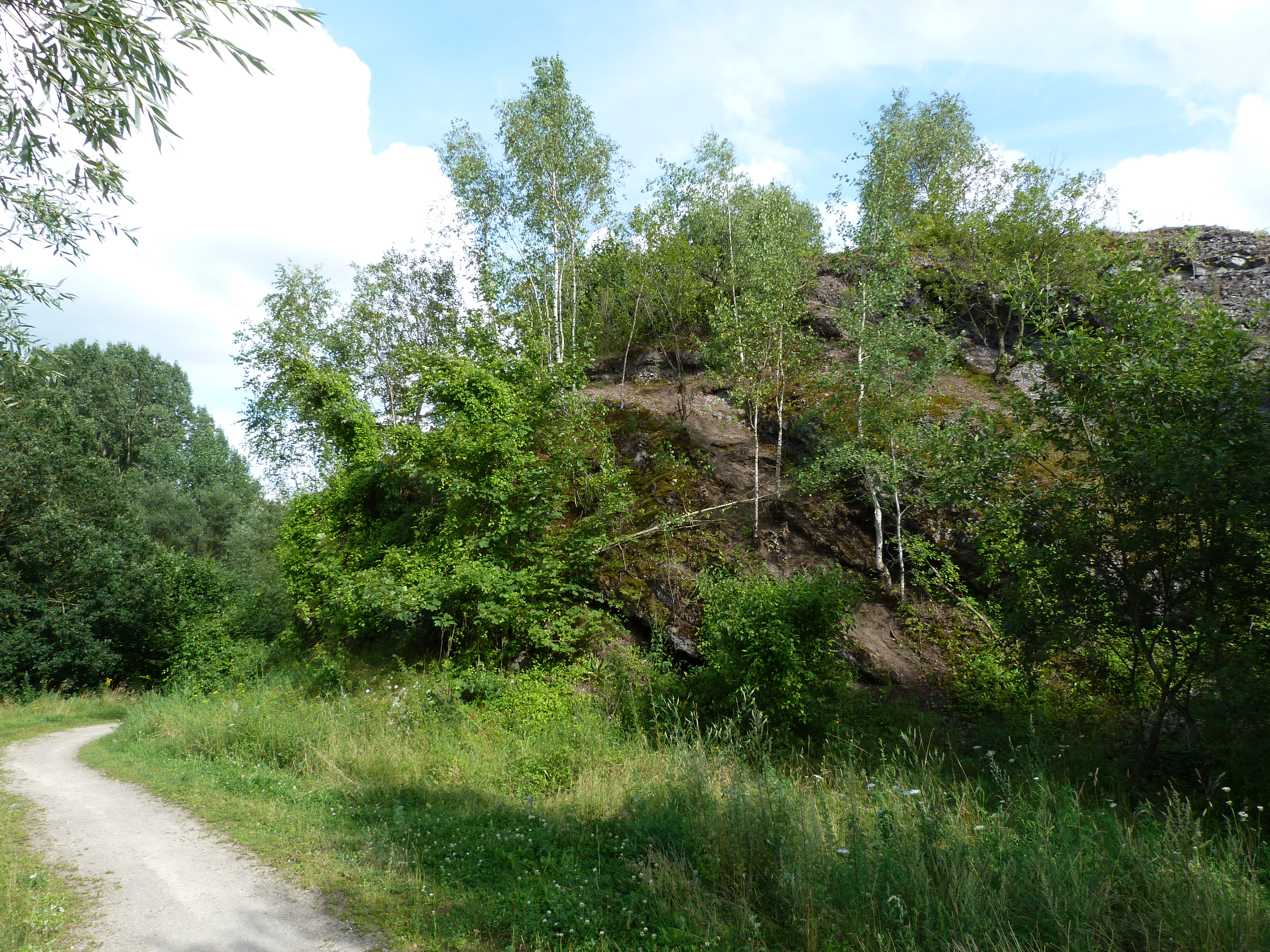
Le crassier, le long de la Chiers
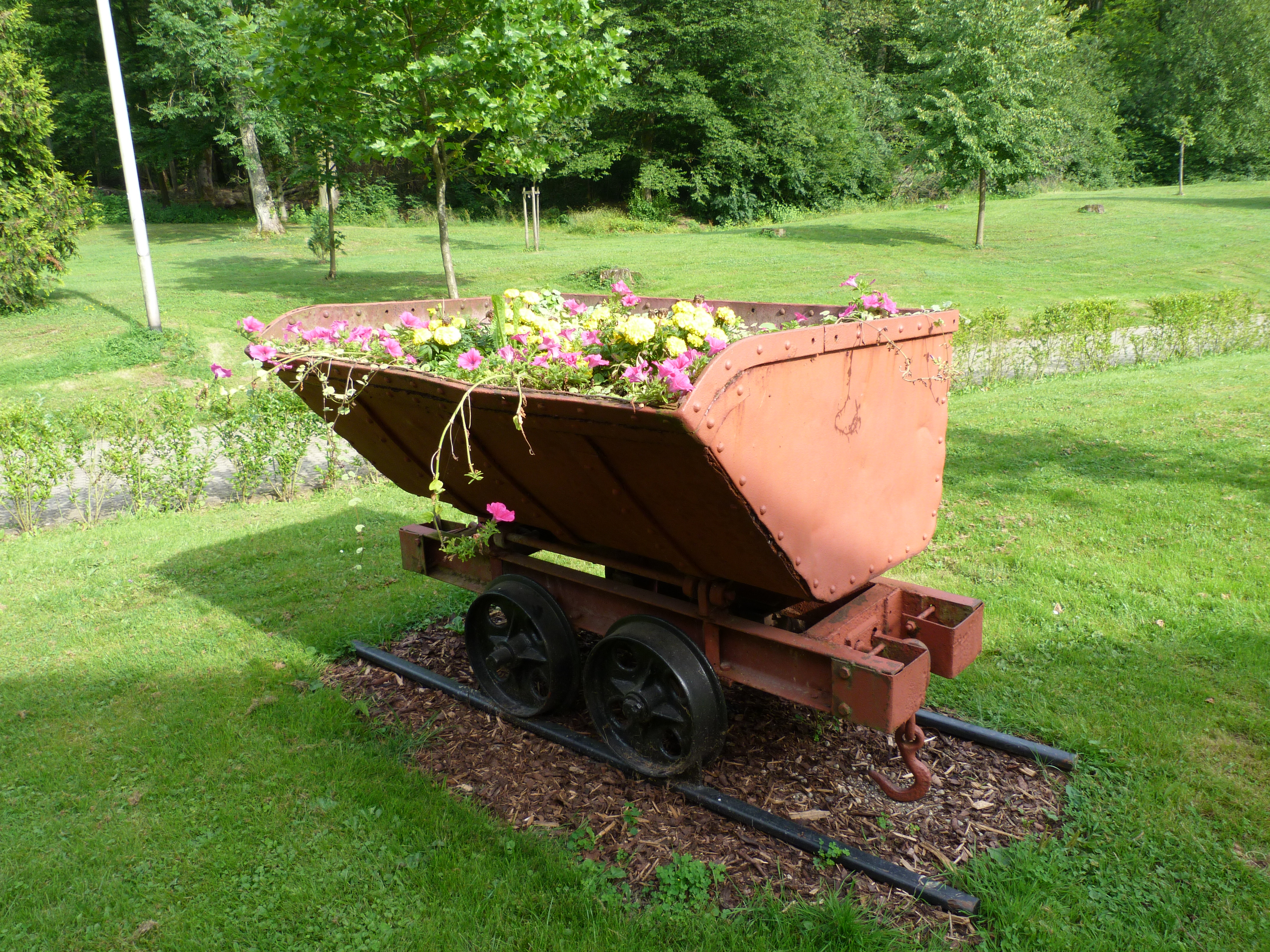
L'un des anciens wagonnets qui transportaient le minerai de fer dans les mines. Ici transformé en monument souvenir au Joli-Bois.
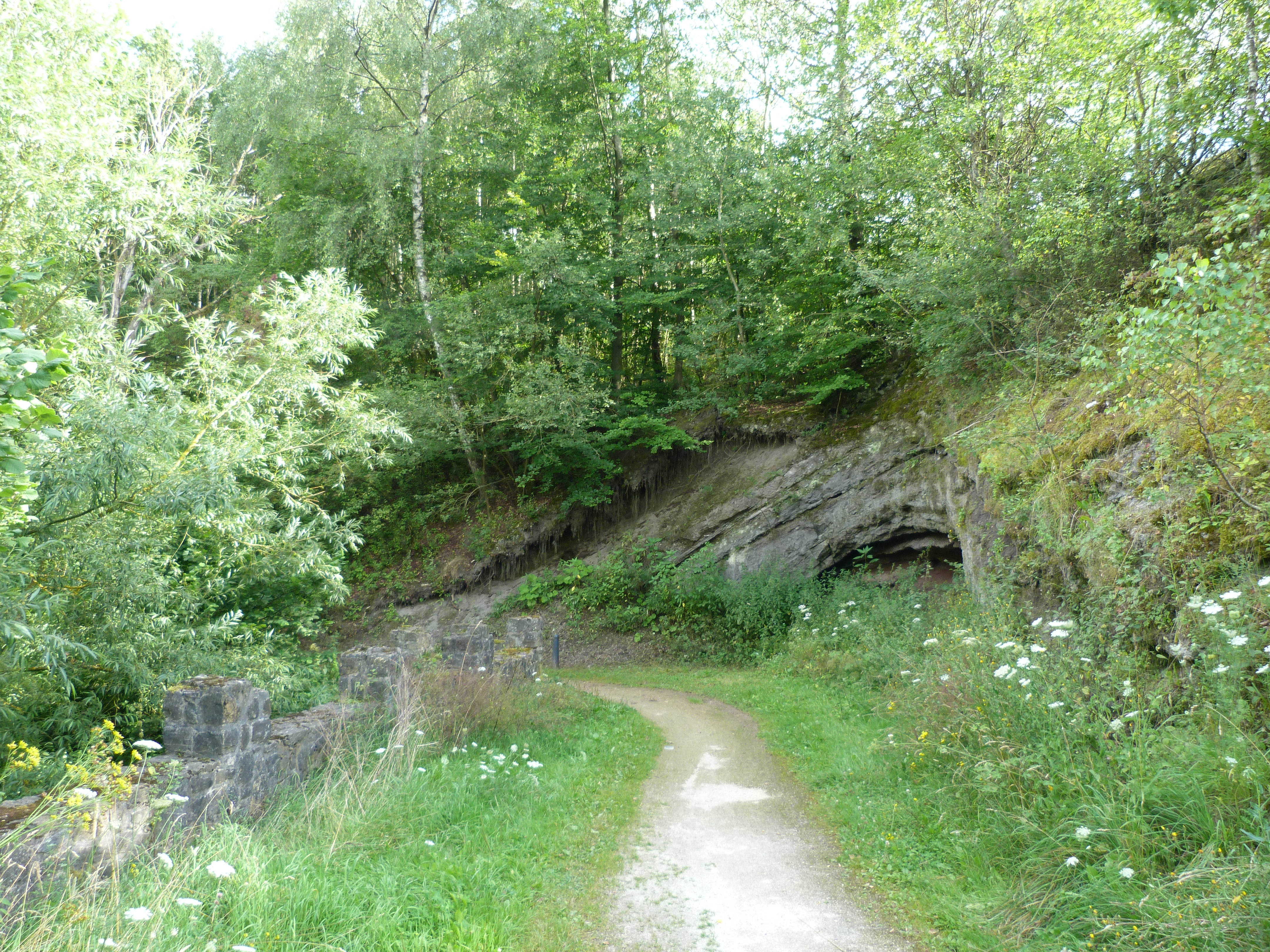
Le crassier

### La Confrérie des maîtres de forges
La confrérie des maîtres de forges d'Athus est née en 1994 avec pour principal but de faire connaitre l'ex cité métallo au-delà de ses frontières. Elle puise beaucoup de ses traditions dans le passé sidérurgique de la cité et tâche d'y faire honneur. Elle prend part à beaucoup de manifestations ayant lieu à Athus et fait également brasser une bière locale nommée naturellement : La coulée des métallos. 
Lors de ses chapitres annuels, la Confrérie nomme ses nouveaux membres en fonction de leur action(s) pour la ville et de la manière dont ils la font rayonner.
Elle possède son propre costume : le Cubilot.

### Musée

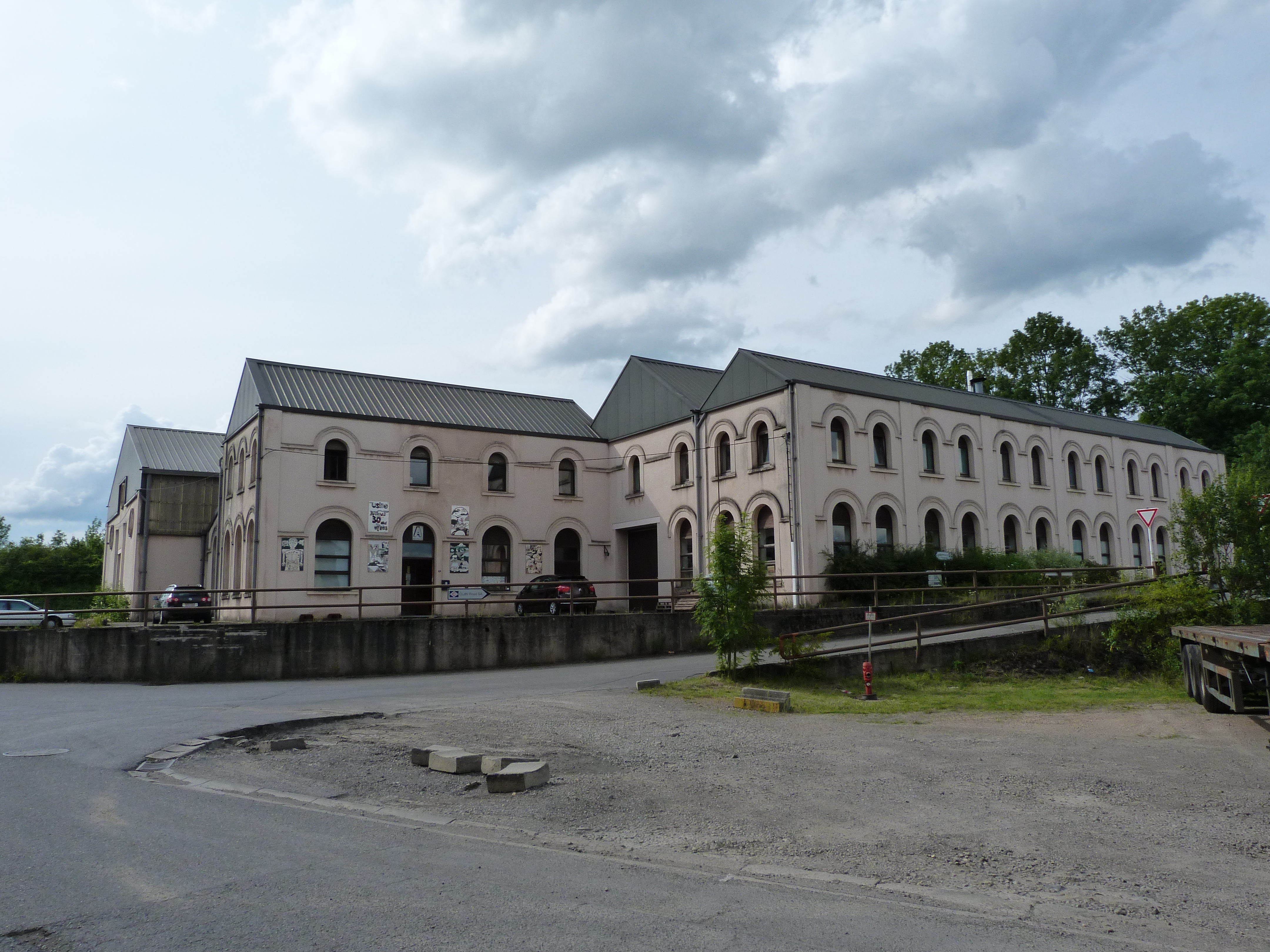
Le musée « Athus et l'Acier ».

Aujourd'hui il existe un musée retraçant l'histoire de l'usine d'Athus et du passé sidérurgique de la région. Il se nomme Athus et l'Acier et est située sur le site même de la défunte usine, dans l'un de seuls bâtiments encore sur pieds. Il est géré par des bénévoles et organise des visites principalement sur rendez-vous.

## Club d'Agrément d'Athus-Grivegnée
Un club sportif exista au profit des membres du personnel de l'Usine d'Athus. Le 21 décembre 1926, ce club est cité dans la toute première liste des numéros matricule de l'URBSFA en regard du numéro 255. Les dates de sortie de l'URBSFA, tout comme la date de sa disparition pure et simple, sont inconnues.